# INPP4B
Inozitol polifosfat-4-fosfataza, tip II, 105 kDa je protein koji je kod ljudi kodiran INPP4B genom.
INPP4B je jedan od enzima koji učestvuju u fosfatidilinozitolnom signalnom putu. Taj enzim uklanja fosfatnu grupu u poziciji 4 inozitolnog prstena sa inozitol 3,4-bisfosfata. Postoje indikacije da je ljudski enzim tipa dva podložan alternativnom splajsovanju, poput tipa I tog enzima.

## Literatura
- Gewinner, C.; Wang, Z. C.; Richardson, A.; Teruya-Feldstein, J.; Etemadmoghadam, D.; Bowtell, D.; Barretina, J.; Lin, W. M.; Rameh, L. (2009). „Evidence that Inositol Polyphosphate 4-Phosphatase Type II is a Tumor Suppressor that Inhibits PI3K Signaling”. Cancer Cell. 16 (2): 115—125. PMC 2957372 . PMID 19647222. doi:10.1016/j.ccr.2009.06.006.
- Hodgson, M. C.; Shao, L. -J.; Frolov, A.; Li, R.; Peterson, L. E.; Ayala, G.; Ittmann, M. M.; Weigel, N. L.; Agoulnik, I. U. (2011). „Decreased Expression and Androgen Regulation of the Tumor Suppressor Gene INPP4B in Prostate Cancer”. Cancer Research. 71 (2): 572—582. PMC 3077543 . PMID 21224358. doi:10.1158/0008-5472.CAN-10-2314.
- Norris, F. A.; Atkins, R. C.; Majerus, P. W. (1997). „The cDNA cloning and characterization of inositol polyphosphate 4-phosphatase type II. Evidence for conserved alternative splicing in the 4-phosphatase family”. The Journal of biological chemistry. 272 (38): 23859—23864. PMID 9295334.
- Munday, A. D.; Norris, F. A.; Caldwell, K. K.; Brown, S.; Majerus, P. W.; Mitchell, C. A. (1999). „The inositol polyphosphate 4-phosphatase forms a complex with phosphatidylinositol 3-kinase in human platelet cytosol”. Proceedings of the National Academy of Sciences of the United States of America. 96 (7): 3640—3645. PMC 22347 . PMID 10097090.